# إل سي إن 2

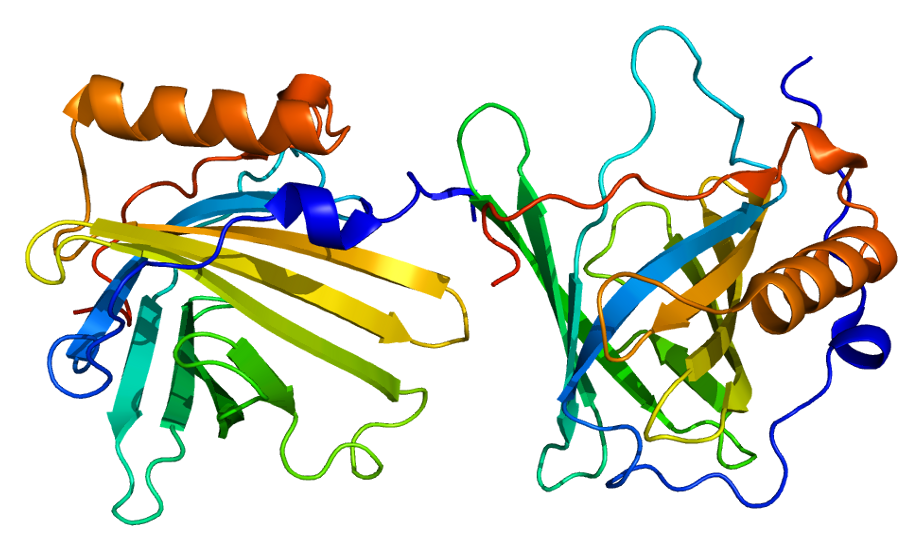

الليبوكالين 2 (LCN2) والمعروف أيضا بالجين الورمي 24p3 أو neutrophil gelatinase-associated lipocalin (NGAL) عبارة عن بروتين تشفره عند البشر جينة LCN2..
يتدخل الNGAL في المناعة الفطرية من خلال حجز الحديد مما يسبب الحد من نمو الجراثيم.
يتم التعبير عنه في الخلايا العدلة وبمستويات اقل في الكلية والبروستات والجهاز التنفسي والقنوات الهضمية.
يستعمل الـNGAL كواسم حيوي للأذية الكلوية.

## دوره
ارتباطه مع حاملات الحديد الجرثومية ضروري في الاستجابة المناعية الطبيعية تجاه العدوى الجرثومية.
عند الالتقاء بالجرثوم الغازي تحفز المستقبلات الشبيهة بالتول ( toll-like receptors) الموجودة على الخلايا المناعية اصطناع وافراز الـNGAL.
يقوم NGAL المفرز بمنع النمو الجرثومي من خلال حجز حاملات الحديد الحاوية على الحديد.
كما يقوم الليبوكالين 2 أيضا بدور عامل نمو .

## الأهمية السريرية

### الاستجابة المناعية
عُزل الـNGAL أساسا من السائل الطافي للعدلات البشرية المفعلة  لكن تبين ان مستويات NGAL تزداد أيضا عند مرضى اللوكيميا الذين يكون لديهم عدد العدلات منخفض مما يشير إلى أن هذه الزيادة في مستويات الـNGAL ليست مرتبطة حصريا بالعدلات.
كما أن نقص التعبير عن الـLCN2 المرتبط بالإصابة بالحَب من الممكن ان يكون سببها نقص التعبير الجيني للجين المشفر له والذي يمكن أن يصحح من خلال المعالجة بالـ Isotretinoin.

### وظيفة الكلية
في حال الإصابة ب[[قصور كلوي حاد|الأذية الكلوية الحادة acute kidney injury (AKI) يفرز الـNGAL بمستويات عالية إلى الدم والبول خلال ساعتين من الأذية.
وبسبب مقاومته للبروتياز وصغر حجمه فانه يفرز ويكشف في البول بسهولة.
كما أن مستوياته لدى مرض (AKI) ترتبط بشدة انذار المرض لديهم ويمكن أن تستعمل كواسم حيوي للأذية الكلوية الحادة.
كما يمكن استخدامه كمشخص مبكر لحالات معينة كأمراض الكلية المزمنة واعتلال الكلية الناجم عن التصوير بمادة مظللة وزرع الكلية.
عادة ما يتم تقييم وظيفة الكلية من خلال مقايسة الكرياتينين المصلي لذا يعتبر الكرياتنين واسم لوظيفة الكلية بينما يعد الـNGAL واسم لأذية الكلية  إذ أن مستويات الـNGAL أكثر دقة وحساسية كواسم تشخيصي لـAKI من مستويات الكرياتنين ولذلك فان مراقبة مستويات الـNGAL تقلل من تأخير التشخيص والمعالجة كما أن استخدام مشعر أكثر نوعية وحساسية يسمح بالتشخيص والعلاج المبكر للـAKI مما يقلل مخاطر المرض والوفاة.
يعبر مستوى الـNGAL في الفرد بشكل نسبي عن شدة الأذية الكلوية الحادة وان الأفراد الذين لديهم NGAL ايجابي يميلون لان يحدث لهم معالجة معاوضة كلوية ومعدلات امراضية ضمن المشفى أعلى وذلك بوجود أو غياب الكرياتنينن المصلي لذا قد يكون لدى الفرد AKI بدون وجود ارتفاع في قيمة الكرياتنين في المصل.
ان القدرة على تشخيص الـAKI قبل حدوث القصور الكلوي الحاد أمر مفيد ومفضل تمويليا لمنع المقاييس الصحية.
سيطور أكثر من 10% من الناس في الولايات المتحدة بعض أنواع القصور الكلوي المزمن (CKD) مع احتمالية أعلى خاصة عند الأفراد اللذين يعانن من البدانة والكولسترول المرتفع وقصة عائلية للـCKD وفي هذه الحالة لا يوجد أي فائدة من العودة إذ ان الاذية الكلوية موجودة بشكل واضح لذا فان التشخيص المبكر للأذية الكلوية ضروري لمنع AKI. وان استخدام الـNGAL كواسم حيوي يمكن أن يخفض من تكاليف المشفى لأن عدد أقل من المرضى سيصلون إلى المرحلة الحرجة من الأذية الكلوية. بالنهاية فان تشخيص الـAKI بواسطة الـNGAL من الممكن ان تقلل وقت بقاء المريض في المستشفى فمثلا يمكن للتشخيص المبكر للـAKI بواسطة الـNGAL كواسم حيوي ان يساعد المريض على تجنب جلسات التحال الكلوية وغسيل الكلى.

### وظائف أخرى
يمكن استخدام الـNGAL كواسم حيوي في عمليات توسيع الوعاء التاجي بطريق الجلد Percutaneous coronary intervention (PCI) والمجازة القلبية الرئوية مرضى الامراض الحرجة ( قصور القلب والإنتانات وفشل الأعضاء المتعدد)(14) حيث تعتبر الأذية الكلوية الحادة شائعة بعد هذه الاجراءات الجراحية وخاصة إذا كان الفرد يعاني من ارتفاع في الضغط الشرياني أو خلل بوظيفة الكلية أو البدانة. وفي هذه الحالات فان استخدام الـNGAL يكون أكثر فعالية من استخدام كرياتنين المصل في تشخيص الـAKI.(14)
كما تيبن أيضا أن الـNGAL له دور في السرطان حيث يثبط الـNFAT3 (NFATc4) حركة سرطانة الثدي من خلال حجب التعبير عن الـNGAL  كما يعدل الـNFAT1 محور حركة سرطان الثدي ويعمل على تقويتها من خلال زيادة التعبير عن الـNGAL  أيضا وبشكل مماثل للـNFAT1 يعدل الـNFAT5 التعبير عن الـNGAL ويزيد من هجرة سرطانة الثدي. وقد تبين أيضا ان الـNGAL يعبر عنه بشكل كبير في خلايا الورم. ومن الممكن استخدام معقدات مثل NGAL-MMP-9 في البول كواسم حيوي ذو علاقة بسرطان الثدي.

## المقايسة المخبرية
يزداد التعبير الكلوي عن الـNGALفي الكليتين بعد الأذية لأسباب عديدة. ويرتفع مستوى الـNGAL في البول المصل خلال ساعتين من الأذية الكلوية ولذا من الممكن ان يتراوح قياس الـNGAL في المصل والبول ضمن مجال 25 إلى 5,000 ng/mL باستخدام الاختبارات المخبرية الموجودة. تعتير قيم الـ25ng/mL منخفضة للـNGAL بينما قيم 200 ng/mL متوسطة أما قيم 1200 ng/mL فتعتبر مرتفعة.
أظهرت دراسة على أطفال أجروا عملية مجازة قلبية رئوية أن تراكيز الـNGAL البولية أعلى من 50 ng/mL بعد ساعتين من الجراحة تدل على أن قيم الكرياتنين المصلية أكثر بـ 50% من قيمه الأساسية. وعادة يميل الأطفال إلى أن تكون مستويات الـNGALغير قابلة للتحري لديهم  لذا فان الدراسات التي تتضمن الأطفال تعتبر ضعيفة بينما لا تعتبر الدراسات المتضمنة المرضى البالغين الذين أجرو مجازة قلبية رئوية ضعيفة لأن البالغين عادة يكون لديهم اضطرابات أخرى مثل حالات التهابية التي تسبب زيادة في الـNGAL.
تتحرى دراسات الـAKI استعمال الـNGAL كواسم حيوي بالمقارنة مع كرياتنين المصل وإنتاج الـNGAL  ولكن للاسف فان إنتاج كرياتنين المصل يكون مختلف لذا فان المقارنة لا يمكن الاعتماد عليها دائما. بالإضافة لذلك فان مستويات الـNGAL تكون نسبية لكل شخص ولاتزال الدراسة على أعداد محددة ونتائجهم المتوقعة الدقيقة قائمة.
وعلى الرغم أن الـNGAL يعتبر واسم حيوي دقيق للـAKI لكن هناك بعض المساوئ التي تحد من استخدامه كواسم حيوي حيث أثبتت الدراسات أن الـNGAL لا يتواجد فقط في حال وجود فرصة للإصابة بـAKI فهناك عدة طرق مختلفة تسبب ارتفاع في قيم الـNGALمثل تناول أنواع محددة من الصادات الحيوية ومواد أخرى داخلية المنشأ. أيضا فان الكريانين يرفع مستويات الـNGAL مسببا ايجابية كاذبة للـAKI وهناك أيضا بعض الحالات الطبية التي تؤثر على مستويات الـNGAL مثل الإصابة بفيروس ايبشتاين بار والتهاب الكبد A والحلأ البسيط والحصبة الألمانية والورم النِقْيِيّ Myeloma.

### Particle-enhanced turbidimetric immunoassay (PETIA)
وهي فحص قياس العكر يتم على محللات كيميائية سريرية مع أقنية مفتوحة. يمكن استخدام الـPETIA لقياس الـNGAL في البول والبلازما وبكميات من 25 إلى 5,000 ng/mL. ومن أجل الفحص في الزجاج يمكن أن يتم تحديد تركيز الـNGAL بواسطة الـELISA باستخدام البول أو البلاسما أو المصل أو خلاصات الأنسجة أو أوساط الزرع.

### Point-of-Care NGAL test
وهو فحص يجرى في الزجاج باستخدام المقايسة المناعية بالتألق W:fluorescence immunoassay لقياس مستويات الـNGAL في عينات دم مضاف لها مضاد تخثر أو بلاسما خلال افرازه.
يجرى الفحص من خلال:إضافة عدة نقاط من مضاد التخثر EDTA إلى عينة الدم أو عينة البلاسما. توضع في جهاز الاختبار الذي يفصل خلايا الدم عن البلاسما (في حال استخدام الدم المضاف له مضاد التخثر). تتفاعل البلاسما الناتجة أو المضافة بشكل جاهز مع ضد مرتبط بمادة متألقة. تعبر تلك البلاسما المتفاعلة مع الضد ضمن الجهاز إلى منطقة مميزة نوعية للمادة التي يجرى تحليلها (والتي هي هنا NGAL). يتم تحليل كمية التألق التذي تعطيه العينة وبذلك يكون تركيز الـNGAL في العينة مرتبط بشكل مباشر مع كمية التألق.

### المقايسة المناعية
وهي اختبار يجرى في الزجاج يستخدم مقايسة مناعية للمعان الكيميائي لجزيئات مكروية chemiluminescentmicroparticle immunoassay (CMIA) لاعطاء قياس كمي لمستويات الـNGAL في عينة البول. حيث تستخدم جزيئات مكروية مغطاة بأجسام مضادة وحيدة النسيلة التي تقوم بتفاعل كمية الـNGAL الموجودة في العينة.
يتم إجراء الاختيار من خلال تمديد العينة بمحلول وقاء. إضافة جزيئات مكروية ممغنطة مغطاة بضد للـNGAL . عندها يرتبط الـNGAL الموجود في البول مع الجزيئات المكروية. غسل مطرس الطفاعل للتخلص من الجزيئات الزائدة. إضافة ضد الـNGAL الموسوم بالاكريدينيوم المرتبط anti-NGAL acridinium-labeled conjugate. القيام بدورة غسيل أخرى للتخلص من الجزيئات الزائدة. إضافة محاليل بدء التفاعل وماقبل بدء التفاعل لتحريض تفاعل الضياء الكيميائي . يتم قياس التفاعل من خلال وحدات الضوء النسبي Relative Light Units (RLUs) الذي يتناسب مع تركيز الـNGAL في العينة.

## قصة الـNGAL
في عام 2004 أعلنت الـFDA الأمريكية عن الحاجة إلى تطوير وزيادة منتجات متضمنة واسمات حيوية وعلامات بديلة وبشكل خاص هناك أبحاث مكثفة لاستخدام الـNGAL كواسم حيوي.
وقد تم إجراء أول دراسة لتحديد فيما إذا كان الـNGAL فعال كواسم حيوي ونشرت في تموز 2011 حيث وجدت الدراسة أن المعالجة بالـfenoldopam تنقص مستوى الـNGAL في البول بشكل ملحوظ بعد العمليات القلبية وهذا يقترح التأثير الحامي للنفرون للـ fenoldopam وقد كانت هذه الدراسة مهمة لتحديد دور الـNGAL في AKI.
في الفلبيبين أول تنفيذ لدليل استخدام الـNGAL كواسم حيوي مشخص للـAKI كان عام 2010 في تدبير داءُالبَريمِيَّاتleptospirosis.

## مزيد من القراءة
- Triebel S, Bläser J, Reinke H, Tschesche H (1993). "A 25 kDa alpha 2-microglobulin-related protein is a component of the 125 kDa form of human gelatinase". FEBS Lett. ج. 314 ع. 3: 386–8. DOI:10.1016/0014-5793(92)81511-J. PMID:1281792.{{استشهاد بدورية محكمة}}:  صيانة الاستشهاد: أسماء متعددة: قائمة المؤلفين (link)
- Bläser J, Triebel S, Tschesche H (1995). "A sandwich enzyme immunoassay for the determination of neutrophil lipocalin in body fluids". Clin. Chim. Acta. ج. 235 ع. 2: 137–45. DOI:10.1016/0009-8981(95)06020-7. PMID:7554268.{{استشهاد بدورية محكمة}}:  صيانة الاستشهاد: أسماء متعددة: قائمة المؤلفين (link)
- Bartsch S, Tschesche H (1995). "Cloning and expression of human neutrophil lipocalin cDNA derived from bone marrow and ovarian cancer cells". FEBS Lett. ج. 357 ع. 3: 255–9. DOI:10.1016/0014-5793(94)01303-I. PMID:7835423.
- Xu SY؛ Carlson M؛ Engström A؛ وآخرون (1995). "Purification and characterization of a human neutrophil lipocalin (HNL) from the secondary granules of human neutrophils". Scand. J. Clin. Lab. Invest. ج. 54 ع. 5: 365–76. DOI:10.3109/00365519409088436. PMID:7997842. {{استشهاد بدورية محكمة}}: الوسيط غير المعروف |author-separator= تم تجاهله (مساعدة)
- Bundgaard JR, Sengeløv H, Borregaard N, Kjeldsen L (1994). "Molecular cloning and expression of a cDNA encoding NGAL: a lipocalin expressed in human neutrophils". Biochem. Biophys. Res. Commun. ج. 202 ع. 3: 1468–75. DOI:10.1006/bbrc.1994.2096. PMID:8060329.{{استشهاد بدورية محكمة}}:  صيانة الاستشهاد: أسماء متعددة: قائمة المؤلفين (link)
- Xu SY, Petersson CG, Carlson M, Venge P (1994). "The development of an assay for human neutrophil lipocalin (HNL)--to be used as a specific marker of neutrophil activity in vivo and vitro". J. Immunol. Methods. ج. 171 ع. 2: 245–52. DOI:10.1016/0022-1759(94)90044-2. PMID:8195592.{{استشهاد بدورية محكمة}}:  صيانة الاستشهاد: أسماء متعددة: قائمة المؤلفين (link)
- Axelsson L, Bergenfeldt M, Ohlsson K (1996). "Studies of the release and turnover of a human neutrophil lipocalin". Scand. J. Clin. Lab. Invest. ج. 55 ع. 7: 577–88. DOI:10.3109/00365519509110257. PMID:8633182.{{استشهاد بدورية محكمة}}:  صيانة الاستشهاد: أسماء متعددة: قائمة المؤلفين (link)
- Bonaldo MF, Lennon G, Soares MB (1997). "Normalization and subtraction: two approaches to facilitate gene discovery". Genome Res. ج. 6 ع. 9: 791–806. DOI:10.1101/gr.6.9.791. PMID:8889548.{{استشهاد بدورية محكمة}}:  صيانة الاستشهاد: أسماء متعددة: قائمة المؤلفين (link)
- Stoesz SP؛ Friedl A؛ Haag JD؛ وآخرون (1998). "Heterogeneous expression of the lipocalin NGAL in primary breast cancers". Int. J. Cancer. ج. 79 ع. 6: 565–72. DOI:10.1002/(SICI)1097-0215(19981218)79:6<565::AID-IJC3>3.0.CO;2-F. PMID:9842963. {{استشهاد بدورية محكمة}}: الوسيط غير المعروف |author-separator= تم تجاهله (مساعدة)
- Coles M؛ Diercks T؛ Muehlenweg B؛ وآخرون (1999). "The solution structure and dynamics of human neutrophil gelatinase-associated lipocalin". J. Mol. Biol. ج. 289 ع. 1: 139–57. DOI:10.1006/jmbi.1999.2755. PMID:10339412. {{استشهاد بدورية محكمة}}: الوسيط غير المعروف |author-separator= تم تجاهله (مساعدة)
- Friedl A, Stoesz SP, Buckley P, Gould MN (1999). "Neutrophil gelatinase-associated lipocalin in normal and neoplastic human tissues. Cell type-specific pattern of expression". Histochem. J. ج. 31 ع. 7: 433–41. DOI:10.1023/A:1003708808934. PMID:10475571.{{استشهاد بدورية محكمة}}:  صيانة الاستشهاد: أسماء متعددة: قائمة المؤلفين (link)
- Rudd PM؛ Mattu TS؛ Masure S؛ وآخرون (1999). "Glycosylation of natural human neutrophil gelatinase B and neutrophil gelatinase B-associated lipocalin". Biochemistry. ج. 38 ع. 42: 13937–50. DOI:10.1021/bi991162e. PMID:10529240. {{استشهاد بدورية محكمة}}: الوسيط غير المعروف |author-separator= تم تجاهله (مساعدة)
- Goetz DH؛ Willie ST؛ Armen RS؛ وآخرون (2000). "Ligand preference inferred from the structure of neutrophil gelatinase associated lipocalin". Biochemistry. ج. 39 ع. 8: 1935–41. DOI:10.1021/bi992215v. PMID:10684642. {{استشهاد بدورية محكمة}}: الوسيط غير المعروف |author-separator= تم تجاهله (مساعدة)
- Dias Neto E؛ Correa RG؛ Verjovski-Almeida S؛ وآخرون (2000). "Shotgun sequencing of the human transcriptome with ORF expressed sequence tags". Proc. Natl. Acad. Sci. U.S.A. ج. 97 ع. 7: 3491–6. DOI:10.1073/pnas.97.7.3491. PMC:16267. PMID:10737800. {{استشهاد بدورية محكمة}}: الوسيط غير المعروف |author-separator= تم تجاهله (مساعدة)
- Zerega B؛ Cermelli S؛ Michelis B؛ وآخرون (2000). "Expression of NRL/NGAL (neu-related lipocalin/neutrophil gelatinase-associated lipocalin) during mammalian embryonic development and in inflammation". Eur. J. Cell Biol. ج. 79 ع. 3: 165–72. DOI:10.1078/S0171-9335(04)70019-9. PMID:10777108. {{استشهاد بدورية محكمة}}: الوسيط غير المعروف |author-separator= تم تجاهله (مساعدة)
- Devireddy LR, Teodoro JG, Richard FA, Green MR (2001). "Induction of apoptosis by a secreted lipocalin that is transcriptionally regulated by IL-3 deprivation". Science. ج. 293 ع. 5531: 829–34. DOI:10.1126/science.1061075. PMID:11486081.{{استشهاد بدورية محكمة}}:  صيانة الاستشهاد: أسماء متعددة: قائمة المؤلفين (link)